# Guineu voladora de Birmània
La guineu voladora de Birmània (Pteropus intermedius) és una espècie de ratpenat de la família dels pteropòdids. Viu a Myanmar i Tailàndia. El seu hàbitat natural són els boscos, tot i que també se la troba en zones urbanes. No se sap amb certesa si hi ha amenaces per a la supervivència d'aquesta espècie.